# Tabby McTat
Tabby McTat é um curta-metragem de animação britânico de 2023. É uma adaptação de um livro infantil de Julia Donaldson e Axel Scheffler.

## Sinopse
No movimentado coração de Londres, Tabby McTat e seu amigo músico de rua Fred encantam multidões com seus duetos harmoniosos até que uma separação inesperada os separa.

## Elenco
- Jodie Whittaker	...	Narradora (voz)
- Rob Brydon	...	Fred (voz)
- Sope Dirisu	...	Tabby McTat (voz) (como Sopé Dìrísù)
- Susan Wokoma	...	Sock (voz)
- Joanna Scanlan	...	Pat (voz)
- Cariad Lloyd	...	Prunella (voz)
- Felix Tandon	...	Garoto da ambulância (voz)
- Rory Finnegan	...	Samuel Sprat (voz)

## Prêmios e indicações
| Ano  | Prêmio                        | Categoria                     | Indicado    | Resultado |
| 2024 | 52º International Emmy Awards | Melhor Animação para Crianças | Tabby McTat | Venceu    |